# Мази Сан Ђакомо (Ферара)
Мази Сан Ђакомо је насеље у Италији у округу Ферара, региону Емилија-Ромања.
Према процени из 2011. у насељу је живело 459 становника. Насеље се налази на надморској висини од 2 м.